# 劉展霆
劉展霆（英語：Eden Lau Chin Ting，1993年12月21日—），香港霹靂舞舞者和演員，現為無綫電視經理人合約藝員。

## 背景
劉展霆出身自單親家庭，由任職海鮮買手的母親（何雅菁）和祖母合力湊大；母親在灣仔鵝頸橋街市擁有三個海鮮檔，亦在銅鑼灣寶靈頓道經營海鮮批發店「東興海鮮」。他曾學過柔道、跆拳道及中國功夫，11歲時因為一個跳舞遊戲而開始接觸霹靂舞，之後不斷從 YouTube 推介的教學影片中研習舞藝；中二時赴紐西蘭尼爾遜升學，在當地生活了大約14、15年，直至從威靈頓一間大學畢業（修讀設計）又修讀了一個西廚課程，之後在大型超市當部門經理。2021年，他原本差不多辦好移民手續，但適逢2019冠狀病毒病疫情肆虐，擔心家人染疫而選擇回流香港發展。隨後，他於同年5月由母親的朋友口中得知無綫電視舉辦真人騷節目《盛·舞者》，遂報名參加和順勢加入成為無綫電視經理人合約藝員，繼而通過試鏡拍攝首套劇集《青春本我》。
2022年2月，劉展霆在無綫電視賀年節目《恭喜發財好運來》中，擔任男團「Super Tiger」成員之一而受到注目；同年10月又於《全城一叮》裡與夥拍黃紫恩，以瘋狂小丑造型表演貼身舞而受到注視。

## 演出作品

### 電視劇（無綫電視）
| 首播       | 劇名              | 角色               |
| 2021年     | 青春本我          | 甄賢登             |
| 2022年至今 | 愛·回家之開心速遞 | 《揸流灘》片場職員 |
| 2022年至今 | 愛·回家之開心速遞 | 侍應               |
| 2022年至今 | 愛·回家之開心速遞 | 鋼琴師             |
| 2022年至今 | 愛·回家之開心速遞 | 積（Jason）        |
| 2022年     | 美麗戰場          | 細輝               |
| 2023年     | 黃金萬両          | 咕喱               |
| 2023年     | 靈戲逼人          | 學生               |
| 2023年     | 寵愛Pet Pet       | 客人               |
| 2024年     | 本尊就位          | 村民               |
| 2024年     | 逆天奇案2         | 邪釘手下           |
| 2024年     | 神耆小子          | 男演員             |
| 2024年     | 反黑英雄          | 陳祖耀手下         |
| 2025年     | 痞子無間道        | 屠朱手下           |
| 2025年     | 痞子無間道        | 捕快               |
| 2025年     | 奪命提示          | 戴傑               |
| 2025年     | 虛擬情人          | 大學生             |
| 2025年     | 虛擬情人          | 籃球員             |

### 綜藝節目（無綫電視）
| 首播   | 節目                                             | 備註   |
| 2021年 | 盛·舞者                                          | 參賽者 |
| 2021年 | 2021年度香港小姐競選準決賽                       | 演出   |
| 2021年 | 兒歌金曲SUMMERFEST                               | 演出   |
| 2021年 | 萬千星輝賀台慶2021                               | 演出   |
| 2022年 | 恭喜發財好運來                                   | 演出   |
| 2022年 | 不可能任務                                       | 演出   |
| 2022年 | 博愛歡樂傳萬家                                   | 演出   |
| 2022年 | 萬眾同心公益金                                   | 演出   |
| 2022年 | 街市新鮮人                                       | 演出   |
| 2022年 | 全城一叮                                         | 參賽者 |
| 2023年 | 成人教科書                                       | 演出   |
| 2023年 | 香港同胞慶祝中華人民共和國成立七十四周年文藝晚會 | 演出   |
| 2023年 | 歡樂滿東華2023                                   | 演出   |
| 2024年 | 動物森友島                                       | 主持   |

### 廣告
- 2023年：翡翠家居廣告歌曲宣傳片《心水家居》

## 外部連結
- Eden Lau的Facebook專頁
- 劉展霆的Instagram帳戶